# Liogenys rugosicollis
Liogenys rugosicollis är en skalbaggsart som beskrevs av Frey 1969. Liogenys rugosicollis ingår i släktet Liogenys och familjen Melolonthidae. Inga underarter finns listade i Catalogue of Life.